# 下宇和駅
下宇和駅（しもうわえき）は、愛媛県西予市宇和町皆田にある四国旅客鉄道（JR四国）予讃線の駅である。駅番号はU23。

## 歴史
- 1941年（昭和16年）7月2日：開業[2]。
- 1971年（昭和46年）11月8日：貨物および荷物扱い廃止[3]。無人駅となる[4]。運転要員のみ継続として配置[5]。
- 1987年（昭和62年）4月1日：国鉄分割民営化により、JR四国の駅となる[2]。

## 駅構造

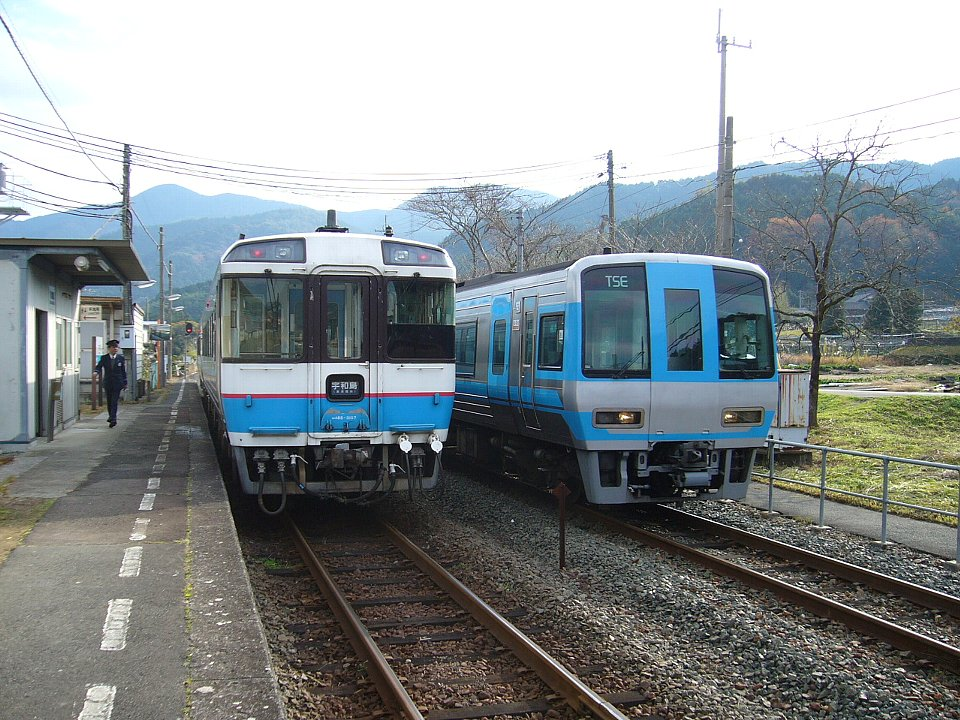
キハ185系普通運用（左）と2000系TSE編成が交換（2006年12月）

相対式2面2線の地上駅（Y字分岐で進入速度は45km/h）で無人駅。有効長が4両分しかないため、特急列車が多客期に増結されるとこの駅で交換も運転停車もできない。交換駅の変更を行う必要があるなど、ダイヤ編成上のネックとなっている。

### のりば
| のりば | 路線    | 方向 | 行先                   |
| ------ | ------- | ---- | ---------------------- |
| 1      | ■予讃線 | 下り | 宇和島・江川崎方面     |
| 2      | ■予讃線 | 上り | 八幡浜・内子・松山方面 |

付記事項
- 実際の運用は、5 - 8両編成の特急列車と卯之町駅で交換させるので、4両編成以上の普通列車は、停車時間を延ばしてダイヤを繰り下げることになる。
- 同じ宇和盆地にある伊予石城駅もそうであるが、一線スルー化で緩い番数の分岐器を入れたり、本線を通過線側に振っている駅では、元々の分岐器の位置を変えていないので、副本線の有効長を削っている場合が多い。

## 利用状況
| 1日乗降人員推移 | 1日乗降人員推移 |
| 年度            | 1日平均人数     |
| --------------- | --------------- |
| 2011年          | 36              |
| 2012年          | 28              |
| 2013年          | 24              |
| 2014年          | 18              |
| 2015年          | 22              |

## 駅周辺
- 法華津峠 - 法華津湾を望むことができる。
- 西予市宇和光浄苑
- 西予市立皆田小学校
- 宇和島自動車「下宇和口」停留所

## 隣の駅
四国旅客鉄道（JR四国）
■予讃線
卯之町駅 (U22) - 下宇和駅 (U23) - 立間駅 (U24)